# Élections départementales de 2021 dans le Rhône
Les élections départementales dans le Rhône ont lieu les 20 et 27 juin 2021.

## Contexte départemental

### Assemblée départementale sortante
Avant les élections, le conseil départemental du Rhône est présidé par Christophe Guilloteau (LR).
Il comprend 26 conseillers départementaux issus des 13 cantons du Rhône.
| Président du conseil départemental   |       |       |      |                                               |
| Christophe Guilloteau (LR)           |       |       |      |                                               |
| Parti                                | Sigle | Sigle | Élus | Groupes                                       |
| Majorité (14 sièges)                 |       |       |      |                                               |
| Les Républicains                     |       | LR    | 13   | Les Républicains, divers droite et apparentés |
| Divers droite                        |       | DVD   | 1    | Les Républicains, divers droite et apparentés |
| Minorité (10 sièges)                 |       |       |      |                                               |
| Union des démocrates et indépendants |       | UDI   | 7    | Centre des républicains et des indépendants   |
| Divers droite                        |       | DVD   | 2    | Centre des républicains et des indépendants   |
| Les Républicains                     |       | LR    | 1    | Centre des républicains et des indépendants   |
| Opposition (2 sièges)                |       |       |      |                                               |
| Parti communiste français            |       | PCF   | 1    | Gauche départementale                         |
| Génération.s                         |       | G.s   | 1    | Gauche départementale                         |

## Système électoral
Les élections ont lieu au scrutin majoritaire binominal à deux tours. Le système est paritaire : les candidatures sont présentées sous la forme d'un binôme composé d'une femme et d'un homme avec leurs suppléants (une femme et un homme également).
Pour être élu au premier tour, un binôme doit obtenir la majorité absolue des suffrages exprimés et un nombre de suffrages au moins égal à 25 % des électeurs inscrits. Si aucun binôme n'est élu au premier tour, seuls peuvent se présenter au second tour les binômes qui ont obtenu un nombre de suffrages au moins égal à 12,5 % des électeurs inscrits, sans possibilité pour les binômes de fusionner. Est élu au second tour le binôme qui obtient le plus grand nombre de voix.

## Résultats à l'échelle du département

### Résultats par nuances
| Binômes                  | Binômes                             | Binômes                  | Premier tour | Premier tour | Premier tour | Second tour | Second tour | Second tour | Total | +/-           |  |
| Binômes                  | Binômes                             | Binômes                  | Voix         | %            | Sièges       | Voix        | %           | Sièges      | Total | +/-           |  |
| ------------------------ | ----------------------------------- | ------------------------ | ------------ | ------------ | ------------ | ----------- | ----------- | ----------- | ----- | ------------- |  |
|                          | Union au centre et à droite         | UCD                      | 23 352       | 22,58        | 0            | 29 727      | 28,89       | 10          | 10    | Nv.           |  |
|                          | Union à droite                      | UD                       | 19 957       | 19,30        | 0            | 23 348      | 22,69       | 8           | 8     | 2             |  |
|                          | Les Républicains                    | LR                       | 17 151       | 16,58        | 0            | 25 506      | 24,79       | 8           | 8     | 4             |  |
|                          | Rassemblement national              | RN                       | 16 673       | 16,12        | 0            | 6 082       | 5,91        | 0           | 0     | en stagnation |  |
|                          | Union À gauche avec des écologistes | UGE                      | 14 996       | 14,50        | 0            | 10 047      | 9,76        | 0           | 0     | Nv.           |  |
|                          | Parti socialiste                    | SOC                      | 3 194        | 3,09         | 0            | 3 568       | 3,47        | 0           | 0     | 2             |  |
|                          | Divers gauche                       | DVG                      | 2 575        | 2,49         | 0            | 1 314       | 1,28        | 0           | 0     | en stagnation |  |
|                          | Écologiste                          | ECO                      | 1 819        | 1,76         | 0            | 1 918       | 1,86        | 0           | 0     | en stagnation |  |
|                          | Union au centre                     | UC                       | 1 360        | 1,31         | 0            |             |             |             | 0     | Nv.           |  |
|                          | Parti communiste français           | COM                      | 1 259        | 1,22         | 0            | 0           | Nv.         |             |       |               |  |
|                          | Union à gauche                      | UG                       | 1 089        | 1,05         | 0            | 1 389       | 1,35        | 0           | 0     | Nv.           |  |
|                          |                                     |                          |              |              |              |             |             |             |       |               |  |
| Suffrages exprimés       | Suffrages exprimés                  | Suffrages exprimés       | 103 425      | 96,49        |              | 102 899     | 93,90       |             |       |               |  |
| Votes blancs             | Votes blancs                        | Votes blancs             | 2 654        | 2,48         | 4 868        | 4,44        |             |             |       |               |  |
| Votes nuls               | Votes nuls                          | Votes nuls               | 1 104        | 1,03         | 1 814        | 1,66        |             |             |       |               |  |
| Total                    | Total                               | Total                    | 107 183      | 100          | 0            | 109 581     | 100         | 26          | 26    | en stagnation |  |
| Abstention               | Abstention                          | Abstention               | 224 130      | 67,65        |              | 221 818     | 66,93       |             |       |               |  |
| Inscrits / participation | Inscrits / participation            | Inscrits / participation | 331 313      | 32,35        | 331 399      | 33,07       |             |             |       |               |  |

### Assemblée départementale élue
| Président du conseil départemental   |       |       |      |                                   |
| Christophe Guilloteau (LR)           |       |       |      |                                   |
| Parti                                | Sigle | Sigle | Élus | Groupes                           |
| Majorité (17 sièges)                 |       |       |      |                                   |
| Les Républicains                     |       | LR    | 13   | Union de la Droite et du Centre   |
| Divers droite                        |       | DVD   | 3    | Union de la Droite et du Centre   |
| Union des démocrates et indépendants |       | UDI   | 1    | Union de la Droite et du Centre   |
| Minorité (9 sièges)                  |       |       |      |                                   |
| Union des démocrates et indépendants |       | UDI   | 4    | Centre Démocrates et indépendants |
| Divers droite                        |       | DVD   | 2    | Centre Démocrates et indépendants |
| La République en marche              |       | LREM  | 1    | Centre Démocrates et indépendants |
| Mouvement radical                    |       | MR    | 1    | Centre Démocrates et indépendants |
| Divers centre                        |       | DVC   | 1    | Centre Démocrates et indépendants |

### Élus par canton
| Canton                   | Conseiller Sortant    | Parti | Parti | Conseiller élu         | Parti | Parti |
| ------------------------ | --------------------- | ----- | ----- | ---------------------- | ----- | ----- |
| Anse                     | Pascale Bay           |       | DVD   | Pascale Bay            |       | DVD   |
| Anse                     | Daniel Pomeret        |       | MR    | Daniel Pomeret         |       | MR    |
| L'Arbresle               | Richard Chermette     |       | PCF   | Morgan Griffond        |       | LREM  |
| L'Arbresle               | Sheila McCarron       |       | G.s   | Catherine Lotte        |       | DVC   |
| Belleville-en-Beaujolais | Bernard Fialaire      |       | MR    | Évelyne Geoffray       |       | UDI   |
| Belleville-en-Beaujolais | Évelyne Geoffray      |       | UDI   | Frédéric Pronchéry     |       | DVD   |
| Brignais                 | Christiane Agarrat    |       | LR    | Valérie Grillon        |       | LR    |
| Brignais                 | Christophe Guilloteau |       | LR    | Christophe Guilloteau  |       | LR    |
| Genas                    | Christiane Guicherd   |       | LR    | Christine Hernandez    |       | DVD   |
| Genas                    | Daniel Valéro         |       | LR    | Daniel Valéro          |       | LR    |
| Gleizé                   | Sylvie Épinat         |       | LR    | Sylvie Épinat          |       | LR    |
| Gleizé                   | Michel Thien          |       | LR    | Michel Thien           |       | LR    |
| Mornant                  | Christiane Jury       |       | LR    | Pascale Chapot         |       | LR    |
| Mornant                  | Renaud Pfeffer        |       | LR    | Philippe Marion        |       | DVD   |
| Saint-Symphorien-d'Ozon  | Jean-Jacques Brun     |       | LR    | Jean-Jacques Brun      |       | LR    |
| Saint-Symphorien-d'Ozon  | Mireille Simian       |       | LR    | Mireille Simian        |       | LR    |
| Tarare                   | Annick Guinot         |       | DVD   | Annick Guinot          |       | DVD   |
| Tarare                   | Bruno Peylachon       |       | LR    | Bruno Peylachon        |       | LR    |
| Thizy-les-Bourgs         | Colette Darphin       |       | UDI   | Colette Darphin        |       | UDI   |
| Thizy-les-Bourgs         | Didier Fournel        |       | LR    | Patrice Verchère       |       | LR    |
| Le Val-d'Oingt           | Antoine Duperray      |       | DVD   | Martine Publié         |       | LR    |
| Le Val-d'Oingt           | Martine Publié        |       | LR    | Christian Vivier-Merle |       | LR    |
| Vaugneray                | Claude Goy            |       | UDI   | Claude Goy             |       | UDI   |
| Vaugneray                | Daniel Jullien        |       | UDI   | Daniel Jullien         |       | UDI   |
| Villefranche-sur-Saône   | Muriel Blanc          |       | UDI   | Béatrice Berthoux      |       | LR    |
| Villefranche-sur-Saône   | Thomas Ravier         |       | UDI   | Thomas Ravier          |       | UDI   |

## Résultats par canton
Les binômes sont présentés par ordre décroissant des résultats au premier tour. En cas de victoire au second tour du binôme arrivé en deuxième place au premier, ses résultats sont indiqués en gras.

### Canton d'Anse
| Candidats                | Candidats                    | Partis                   | Nuance                   | Premier tour | Premier tour | Second tour | Second tour |
| Candidats                | Candidats                    | Partis                   | Nuance                   | Voix         | %            | Voix        | %           |
| ------------------------ | ---------------------------- | ------------------------ | ------------------------ | ------------ | ------------ | ----------- | ----------- |
|                          | Pascale Bay                  | DVD                      | UCD                      | 5 793        | 58,68        | 7 175       | 72,64       |
|                          | Daniel Pomeret               | MR                       | UCD                      | 5 793        | 58,68        | 7 175       | 72,64       |
|                          | Valérie Béraud               | EÉLV                     | UGE                      | 2 272        | 23,01        | 2 703       | 27,36       |
|                          | Jean-Henri Soumireu-Lartigue | G.s                      | UGE                      | 2 272        | 23,01        | 2 703       | 27,36       |
|                          | Agnès Pachulski              | RN                       | RN                       | 1 808        | 18,31        |             |             |
|                          | Pierre Terrail               | RN                       | RN                       | 1 808        | 18,31        |             |             |
|                          |                              |                          |                          |              |              |             |             |
| Suffrages exprimés       | Suffrages exprimés           | Suffrages exprimés       | Suffrages exprimés       | 9 873        | 97,07        | 9 878       | 94,86       |
| Votes blancs             | Votes blancs                 | Votes blancs             | Votes blancs             | 222          | 2,18         | 373         | 3,58        |
| Votes nuls               | Votes nuls                   | Votes nuls               | Votes nuls               | 76           | 0,75         | 162         | 1,56        |
| Total                    | Total                        | Total                    | Total                    | 10 171       | 100          | 10 413      | 100         |
| Abstention               | Abstention                   | Abstention               | Abstention               | 19 185       | 65,35        | 18 959      | 64,55       |
| Inscrits / participation | Inscrits / participation     | Inscrits / participation | Inscrits / participation | 29 356       | 34,65        | 29 372      | 35,45       |

### Canton de L'Arbresle
| Candidats                | Candidats                | Partis                   | Nuance                   | Premier tour | Premier tour | Second tour | Second tour |
| Candidats                | Candidats                | Partis                   | Nuance                   | Voix         | %            | Voix        | %           |
| ------------------------ | ------------------------ | ------------------------ | ------------------------ | ------------ | ------------ | ----------- | ----------- |
|                          | Sarah Boussandel         | LR                       | LR                       | 2 626        | 29,48        | 4 014       | 45,86       |
|                          | Pierre Varliette         | LR                       | LR                       | 2 626        | 29,48        | 4 014       | 45,86       |
|                          | Morgan Griffond          | LREM                     | UCD                      | 2 505        | 28,12        | 4 739       | 54,14       |
|                          | Catherine Lotte          | DVC                      | UCD                      | 2 505        | 28,12        | 4 739       | 54,14       |
|                          | Sheila McCarron          | G.s                      | UGE                      | 2 451        | 27,51        |             |             |
|                          | Joseph Volay             | EÉLV                     | UGE                      | 2 451        | 27,51        |             |             |
|                          | Patrice Brunier          | RN                       | RN                       | 1 326        | 14,89        |             |             |
|                          | Corinne Dulac            | RN                       | RN                       | 1 326        | 14,89        |             |             |
|                          |                          |                          |                          |              |              |             |             |
| Suffrages exprimés       | Suffrages exprimés       | Suffrages exprimés       | Suffrages exprimés       | 8 908        | 97,26        | 8 753       | 91,43       |
| Votes blancs             | Votes blancs             | Votes blancs             | Votes blancs             | 175          | 1,91         | 629         | 6,57        |
| Votes nuls               | Votes nuls               | Votes nuls               | Votes nuls               | 76           | 0,83         | 191         | 2,00        |
| Total                    | Total                    | Total                    | Total                    | 9 159        | 100          | 9 573       | 100         |
| Abstention               | Abstention               | Abstention               | Abstention               | 18 178       | 66,50        | 17 769      | 64,99       |
| Inscrits / participation | Inscrits / participation | Inscrits / participation | Inscrits / participation | 27 337       | 33,50        | 27 342      | 35,01       |

### Canton de Belleville-en-Beaujolais
| Candidats                | Candidats                | Partis                   | Nuance                   | Premier tour | Premier tour | Second tour | Second tour |
| Candidats                | Candidats                | Partis                   | Nuance                   | Voix         | %            | Voix        | %           |
| ------------------------ | ------------------------ | ------------------------ | ------------------------ | ------------ | ------------ | ----------- | ----------- |
|                          | Évelyne Geoffray         | UDI                      | UCD                      | 4 121        | 59,14        | 5 314       | 77,31       |
|                          | Frédéric Pronchéry       | DVD                      | UCD                      | 4 121        | 59,14        | 5 314       | 77,31       |
|                          | Christophe Boudot        | RN                       | RN                       | 1 588        | 22,79        | 1 560       | 22,69       |
|                          | Chantal Capaldini        | RN                       | RN                       | 1 588        | 22,79        | 1 560       | 22,69       |
|                          | Virginie Pays            | PCF                      | COM                      | 1 259        | 18,07        |             |             |
|                          | Franck Rambaud           | PCF                      | COM                      | 1 259        | 18,07        |             |             |
|                          |                          |                          |                          |              |              |             |             |
| Suffrages exprimés       | Suffrages exprimés       | Suffrages exprimés       | Suffrages exprimés       | 6 968        | 95,91        | 6 874       | 93,30       |
| Votes blancs             | Votes blancs             | Votes blancs             | Votes blancs             | 217          | 2,99         | 387         | 5,25        |
| Votes nuls               | Votes nuls               | Votes nuls               | Votes nuls               | 80           | 1,10         | 107         | 1,45        |
| Total                    | Total                    | Total                    | Total                    | 7 265        | 100          | 7 368       | 100         |
| Abstention               | Abstention               | Abstention               | Abstention               | 17 504       | 70,67        | 17 405      | 70,26       |
| Inscrits / participation | Inscrits / participation | Inscrits / participation | Inscrits / participation | 24 769       | 29,33        | 24 773      | 29,74       |

### Canton de Brignais
| Candidats                | Candidats                | Partis                   | Nuance                   | Premier tour | Premier tour | Second tour | Second tour |
| Candidats                | Candidats                | Partis                   | Nuance                   | Voix         | %            | Voix        | %           |
| ------------------------ | ------------------------ | ------------------------ | ------------------------ | ------------ | ------------ | ----------- | ----------- |
|                          | Valérie Grillon          | LR                       | UD                       | 6 269        | 69,70        | 6 497       | 69,46       |
|                          | Christophe Guilloteau    | LR                       | UD                       | 6 269        | 69,70        | 6 497       | 69,46       |
|                          | Philippe Bourret         | PS                       | UGE                      | 2 725        | 30,30        | 2 857       | 30,54       |
|                          | Pauline Reybier          | EÉLV                     | UGE                      | 2 725        | 30,30        | 2 857       | 30,54       |
|                          |                          |                          |                          |              |              |             |             |
| Suffrages exprimés       | Suffrages exprimés       | Suffrages exprimés       | Suffrages exprimés       | 8 994        | 95,41        | 9 354       | 96,28       |
| Votes blancs             | Votes blancs             | Votes blancs             | Votes blancs             | 280          | 2,97         | 232         | 2,39        |
| Votes nuls               | Votes nuls               | Votes nuls               | Votes nuls               | 153          | 1,62         | 129         | 1,33        |
| Total                    | Total                    | Total                    | Total                    | 9 427        | 100          | 9 715       | 100         |
| Abstention               | Abstention               | Abstention               | Abstention               | 20 275       | 68,26        | 20 007      | 67,31       |
| Inscrits / participation | Inscrits / participation | Inscrits / participation | Inscrits / participation | 29 702       | 31,74        | 29 722      | 32,69       |

### Canton de Genas
| Candidats                | Candidats                | Partis                   | Nuance                   | Premier tour | Premier tour | Second tour | Second tour |
| Candidats                | Candidats                | Partis                   | Nuance                   | Voix         | %            | Voix        | %           |
| ------------------------ | ------------------------ | ------------------------ | ------------------------ | ------------ | ------------ | ----------- | ----------- |
|                          | Christine Hernandez      | DVD                      | LR                       | 5 613        | 59,02        | 7 307       | 76,79       |
|                          | Daniel Valéro            | LR                       | LR                       | 5 613        | 59,02        | 7 307       | 76,79       |
|                          | Mickaël dos Santos       | RN                       | RN                       | 2 165        | 22,77        | 2 209       | 23,21       |
|                          | Tiffany Joncour          | RN                       | RN                       | 2 165        | 22,77        | 2 209       | 23,21       |
|                          | Lucille Gonzalez         | PS                       | UGE                      | 1 732        | 18,21        |             |             |
|                          | Zaher Harir              | EÉLV                     | UGE                      | 1 732        | 18,21        |             |             |
|                          |                          |                          |                          |              |              |             |             |
| Suffrages exprimés       | Suffrages exprimés       | Suffrages exprimés       | Suffrages exprimés       | 9 510        | 97,21        | 9 516       | 94,07       |
| Votes blancs             | Votes blancs             | Votes blancs             | Votes blancs             | 205          | 2,10         | 450         | 4,45        |
| Votes nuls               | Votes nuls               | Votes nuls               | Votes nuls               | 68           | 0,70         | 150         | 1,48        |
| Total                    | Total                    | Total                    | Total                    | 9 783        | 100          | 10 116      | 100         |
| Abstention               | Abstention               | Abstention               | Abstention               | 21 937       | 69,16        | 21 608      | 68,11       |
| Inscrits / participation | Inscrits / participation | Inscrits / participation | Inscrits / participation | 31 720       | 30,84        | 31 724      | 31,89       |

### Canton de Gleizé
| Candidats                | Candidats                  | Partis                   | Nuance                   | Premier tour | Premier tour | Second tour | Second tour |
| Candidats                | Candidats                  | Partis                   | Nuance                   | Voix         | %            | Voix        | %           |
| ------------------------ | -------------------------- | ------------------------ | ------------------------ | ------------ | ------------ | ----------- | ----------- |
|                          | Sylvie Épinat              | LR                       | LR                       | 2 281        | 31,62        | 3 398       | 51,38       |
|                          | Michel Thien               | LR                       | LR                       | 2 281        | 31,62        | 3 398       | 51,38       |
|                          | Ghislain de Longevialle    | LR                       | UCD                      | 2 005        | 27,80        | 3 216       | 48,62       |
|                          | Nathalie Petrozzi-Bedanian | UDI                      | UCD                      | 2 005        | 27,80        | 3 216       | 48,62       |
|                          | Patrick Collomb            | RN                       | RN                       | 1 469        | 20,37        |             |             |
|                          | Éloïse Lory                | RN                       | RN                       | 1 469        | 20,37        |             |             |
|                          | Nadéra Berremili           | EÉLV                     | DVG                      | 1 458        | 20,21        |             |             |
|                          | Emmanuel Dupit             | G.s                      | DVG                      | 1 458        | 20,21        |             |             |
|                          |                            |                          |                          |              |              |             |             |
| Suffrages exprimés       | Suffrages exprimés         | Suffrages exprimés       | Suffrages exprimés       | 7 213        | 96,99        | 6 614       | 88,05       |
| Votes blancs             | Votes blancs               | Votes blancs             | Votes blancs             | 156          | 2,10         | 680         | 9,05        |
| Votes nuls               | Votes nuls                 | Votes nuls               | Votes nuls               | 68           | 0,91         | 218         | 2,90        |
| Total                    | Total                      | Total                    | Total                    | 7 437        | 100          | 7 512       | 100         |
| Abstention               | Abstention                 | Abstention               | Abstention               | 16 053       | 68,34        | 15 986      | 68,03       |
| Inscrits / participation | Inscrits / participation   | Inscrits / participation | Inscrits / participation | 23 490       | 31,66        | 23 498      | 31,97       |

### Canton de Mornant
| Candidats                | Candidats                | Partis                   | Nuance                   | Premier tour | Premier tour | Second tour | Second tour |
| Candidats                | Candidats                | Partis                   | Nuance                   | Voix         | %            | Voix        | %           |
| ------------------------ | ------------------------ | ------------------------ | ------------------------ | ------------ | ------------ | ----------- | ----------- |
|                          | Pascale Chapot           | LR                       | UD                       | 5 451        | 50,56        | 7 188       | 66,83       |
|                          | Philippe Marion          | DVD                      | UD                       | 5 451        | 50,56        | 7 188       | 66,83       |
|                          | Kaouthar Limam           | PS                       | SOC                      | 3 194        | 29,62        | 3 568       | 33,17       |
|                          | Thierry Rochefort        | PS                       | SOC                      | 3 194        | 29,62        | 3 568       | 33,17       |
|                          | Corinne Bouge            | RN                       | RN                       | 2 137        | 19,82        |             |             |
|                          | Michel Dulac             | RN                       | RN                       | 2 137        | 19,82        |             |             |
|                          |                          |                          |                          |              |              |             |             |
| Suffrages exprimés       | Suffrages exprimés       | Suffrages exprimés       | Suffrages exprimés       | 10 782       | 96,15        | 10 756      | 95,22       |
| Votes blancs             | Votes blancs             | Votes blancs             | Votes blancs             | 329          | 2,93         | 384         | 3,40        |
| Votes nuls               | Votes nuls               | Votes nuls               | Votes nuls               | 103          | 0,92         | 156         | 1,38        |
| Total                    | Total                    | Total                    | Total                    | 11 214       | 100          | 11 296      | 100         |
| Abstention               | Abstention               | Abstention               | Abstention               | 20 677       | 64,84        | 20 600      | 64,58       |
| Inscrits / participation | Inscrits / participation | Inscrits / participation | Inscrits / participation | 31 891       | 35,16        | 31 896      | 35,42       |

### Canton de Saint-Symphorien-d'Ozon
| Candidats                | Candidats                | Partis                   | Nuance                   | Premier tour | Premier tour | Second tour | Second tour |
| Candidats                | Candidats                | Partis                   | Nuance                   | Voix         | %            | Voix        | %           |
| ------------------------ | ------------------------ | ------------------------ | ------------------------ | ------------ | ------------ | ----------- | ----------- |
|                          | Jean-Jacques Brun        | LR                       | LR                       | 3 633        | 40,37        | 6 252       | 72,99       |
|                          | Mireille Simian          | LR                       | LR                       | 3 633        | 40,37        | 6 252       | 72,99       |
|                          | Chantal Dubos            | RN                       | RN                       | 2 014        | 22,38        | 2 313       | 27,01       |
|                          | Louis Lardet             | RN                       | RN                       | 2 014        | 22,38        | 2 313       | 27,01       |
|                          | Chantal Gallo            | EÉLV                     | UGE                      | 1 992        | 22,14        |             |             |
|                          | Jules Joassard           | PS                       | UGE                      | 1 992        | 22,14        |             |             |
|                          | Valérie Allagnat         | LREM                     | UC                       | 1 360        | 15,11        |             |             |
|                          | Gérard Korn              | DVD                      | UC                       | 1 360        | 15,11        |             |             |
|                          |                          |                          |                          |              |              |             |             |
| Suffrages exprimés       | Suffrages exprimés       | Suffrages exprimés       | Suffrages exprimés       | 8 999        | 96,90        | 8 565       | 90,83       |
| Votes blancs             | Votes blancs             | Votes blancs             | Votes blancs             | 219          | 2,36         | 674         | 7,15        |
| Votes nuls               | Votes nuls               | Votes nuls               | Votes nuls               | 69           | 0,74         | 191         | 2,03        |
| Total                    | Total                    | Total                    | Total                    | 9 287        | 100          | 9 430       | 100         |
| Abstention               | Abstention               | Abstention               | Abstention               | 19 209       | 67,41        | 19 066      | 66,91       |
| Inscrits / participation | Inscrits / participation | Inscrits / participation | Inscrits / participation | 28 496       | 32,59        | 28 496      | 33,09       |

### Canton de Tarare
| Candidats                | Candidats                | Partis                   | Nuance                   | Premier tour | Premier tour | Second tour | Second tour |
| Candidats                | Candidats                | Partis                   | Nuance                   | Voix         | %            | Voix        | %           |
| ------------------------ | ------------------------ | ------------------------ | ------------------------ | ------------ | ------------ | ----------- | ----------- |
|                          | Annick Guinot            | DVD                      | UD                       | 3 760        | 62,82        | 4 611       | 76,67       |
|                          | Bruno Peylachon          | LR                       | UD                       | 3 760        | 62,82        | 4 611       | 76,67       |
|                          | Éric Bouhana             | EÉLV                     | UGE                      | 1 256        | 20,99        | 1 403       | 23,33       |
|                          | Kristin Zimmerman        | PS                       | UGE                      | 1 256        | 20,99        | 1 403       | 23,33       |
|                          | Cécile Bène              | RN                       | RN                       | 969          | 16,19        |             |             |
|                          | Alain Guillon            | RN                       | RN                       | 969          | 16,19        |             |             |
|                          |                          |                          |                          |              |              |             |             |
| Suffrages exprimés       | Suffrages exprimés       | Suffrages exprimés       | Suffrages exprimés       | 5 985        | 96,70        | 6 014       | 95,32       |
| Votes blancs             | Votes blancs             | Votes blancs             | Votes blancs             | 146          | 2,36         | 198         | 3,14        |
| Votes nuls               | Votes nuls               | Votes nuls               | Votes nuls               | 58           | 0,94         | 97          | 1,54        |
| Total                    | Total                    | Total                    | Total                    | 6 189        | 100          | 6 309       | 100         |
| Abstention               | Abstention               | Abstention               | Abstention               | 13 922       | 69,23        | 13 809      | 68,64       |
| Inscrits / participation | Inscrits / participation | Inscrits / participation | Inscrits / participation | 20 111       | 30,77        | 20 118      | 31,36       |

### Canton de Thizy-les-Bourgs
| Candidats                | Candidats                | Partis                   | Nuance                   | Premier tour | Premier tour | Second tour | Second tour |
| Candidats                | Candidats                | Partis                   | Nuance                   | Voix         | %            | Voix        | %           |
| ------------------------ | ------------------------ | ------------------------ | ------------------------ | ------------ | ------------ | ----------- | ----------- |
|                          | Colette Darphin          | UDI                      | UD                       | 4 477        | 67,75        | 5 052       | 79,36       |
|                          | Patrice Verchère         | LR                       | UD                       | 4 477        | 67,75        | 5 052       | 79,36       |
|                          | Pascale Cernicchiaro     | LFI                      | DVG                      | 1 117        | 16,90        | 1 314       | 20,64       |
|                          | Aymeric Hergott          | PS                       | DVG                      | 1 117        | 16,90        | 1 314       | 20,64       |
|                          | Rémi Berthoux            | RN                       | RN                       | 1 014        | 15,35        |             |             |
|                          | Rita Bailly              | RN                       | RN                       | 1 014        | 15,35        |             |             |
|                          |                          |                          |                          |              |              |             |             |
| Suffrages exprimés       | Suffrages exprimés       | Suffrages exprimés       | Suffrages exprimés       | 6 608        | 96,26        | 6 366       | 94,79       |
| Votes blancs             | Votes blancs             | Votes blancs             | Votes blancs             | 150          | 2,18         | 217         | 3,23        |
| Votes nuls               | Votes nuls               | Votes nuls               | Votes nuls               | 107          | 1,56         | 133         | 1,98        |
| Total                    | Total                    | Total                    | Total                    | 6 865        | 100          | 6 716       | 100         |
| Abstention               | Abstention               | Abstention               | Abstention               | 12 429       | 64,42        | 12 581      | 65,20       |
| Inscrits / participation | Inscrits / participation | Inscrits / participation | Inscrits / participation | 19 294       | 35,58        | 19 297      | 34,80       |

### Canton du Val d'Oingt
| Candidats                | Candidats                | Partis                   | Nuance                   | Premier tour | Premier tour | Second tour | Second tour |
| Candidats                | Candidats                | Partis                   | Nuance                   | Voix         | %            | Voix        | %           |
| ------------------------ | ------------------------ | ------------------------ | ------------------------ | ------------ | ------------ | ----------- | ----------- |
|                          | Martine Publié           | LR                       | LR                       | 2 998        | 38,99        | 4 535       | 59,52       |
|                          | Christian Vivier-Merle   | LR                       | LR                       | 2 998        | 38,99        | 4 535       | 59,52       |
|                          | Ariane Aubonnet          | DVG                      | UGE                      | 2 568        | 33,39        | 3 084       | 40,48       |
|                          | Pascal Terrier           | EÉLV                     | UGE                      | 2 568        | 33,39        | 3 084       | 40,48       |
|                          | Antoine Duperray         | DVD                      | RN                       | 1 277        | 16,61        |             |             |
|                          | Isabelle Julien          | RN                       | RN                       | 1 277        | 16,61        |             |             |
|                          | Odile Bourgeois          | DVD                      | UCD                      | 847          | 11,01        |             |             |
|                          | Olivier Leccia           | DVD                      | UCD                      | 847          | 11,01        |             |             |
|                          |                          |                          |                          |              |              |             |             |
| Suffrages exprimés       | Suffrages exprimés       | Suffrages exprimés       | Suffrages exprimés       | 7 690        | 96,25        | 7 619       | 95,06       |
| Votes blancs             | Votes blancs             | Votes blancs             | Votes blancs             | 207          | 2,59         | 281         | 3,51        |
| Votes nuls               | Votes nuls               | Votes nuls               | Votes nuls               | 93           | 1,16         | 115         | 1,43        |
| Total                    | Total                    | Total                    | Total                    | 7 990        | 100          | 8 015       | 100         |
| Abstention               | Abstention               | Abstention               | Abstention               | 14 183       | 63,97        | 14 161      | 63,86       |
| Inscrits / participation | Inscrits / participation | Inscrits / participation | Inscrits / participation | 22 173       | 36,03        | 22 176      | 36,14       |

### Canton de Vaugneray
| Candidats                | Candidats                | Partis                   | Nuance                   | Premier tour | Premier tour | Second tour | Second tour |
| Candidats                | Candidats                | Partis                   | Nuance                   | Voix         | %            | Voix        | %           |
| ------------------------ | ------------------------ | ------------------------ | ------------------------ | ------------ | ------------ | ----------- | ----------- |
|                          | Claude Goy               | UDI                      | UCD                      | 5 367        | 74,69        | 5 886       | 75,42       |
|                          | Daniel Jullien           | UDI                      | UCD                      | 5 367        | 74,69        | 5 886       | 75,42       |
|                          | Christian Foilleret      | EÉLV                     | ECO                      | 1 819        | 25,31        | 1 918       | 24,58       |
|                          | Colette Suzanne          | EÉLV                     | ECO                      | 1 819        | 25,31        | 1 918       | 24,58       |
|                          |                          |                          |                          |              |              |             |             |
| Suffrages exprimés       | Suffrages exprimés       | Suffrages exprimés       | Suffrages exprimés       | 7 186        | 95,31        | 7 804       | 96,39       |
| Votes blancs             | Votes blancs             | Votes blancs             | Votes blancs             | 248          | 3,29         | 193         | 2,38        |
| Votes nuls               | Votes nuls               | Votes nuls               | Votes nuls               | 106          | 1,41         | 99          | 1,22        |
| Total                    | Total                    | Total                    | Total                    | 7 540        | 100          | 8 096       | 100         |
| Abstention               | Abstention               | Abstention               | Abstention               | 16 590       | 68,75        | 16 040      | 66,46       |
| Inscrits / participation | Inscrits / participation | Inscrits / participation | Inscrits / participation | 24 130       | 31,25        | 24 136      | 33,54       |

### Canton de Villefranche-sur-Saône
| Candidats                | Candidats                | Partis                   | Nuance                   | Premier tour | Premier tour | Second tour | Second tour |
| Candidats                | Candidats                | Partis                   | Nuance                   | Voix         | %            | Voix        | %           |
| ------------------------ | ------------------------ | ------------------------ | ------------------------ | ------------ | ------------ | ----------- | ----------- |
|                          | Béatrice Berthoux        | LR                       | UCD                      | 2 714        | 57,63        | 3 397       | 70,98       |
|                          | Thomas Ravier            | UDI                      | UCD                      | 2 714        | 57,63        | 3 397       | 70,98       |
|                          | Étienne Allombert        | PCF                      | UG                       | 1 089        | 23,13        | 1 389       | 29,02       |
|                          | Jocelyne Giontarelli     | PS                       | UG                       | 1 089        | 23,13        | 1 389       | 29,02       |
|                          | Daniel Chimchirian       | RN                       | RN                       | 906          | 19,24        |             |             |
|                          | Nicole Hugon             | RN                       | RN                       | 906          | 19,24        |             |             |
|                          |                          |                          |                          |              |              |             |             |
| Suffrages exprimés       | Suffrages exprimés       | Suffrages exprimés       | Suffrages exprimés       | 4 709        | 96,97        | 4 786       | 95,30       |
| Votes blancs             | Votes blancs             | Votes blancs             | Votes blancs             | 100          | 2,06         | 170         | 3,39        |
| Votes nuls               | Votes nuls               | Votes nuls               | Votes nuls               | 47           | 0,97         | 66          | 1,31        |
| Total                    | Total                    | Total                    | Total                    | 4 856        | 100          | 5 022       | 100         |
| Abstention               | Abstention               | Abstention               | Abstention               | 13 988       | 74,23        | 13 827      | 73,36       |
| Inscrits / participation | Inscrits / participation | Inscrits / participation | Inscrits / participation | 18 844       | 25,77        | 18 849      | 26,64       |